# Convento do Espinheiro (Évora)
O Convento de Nossa Senhora do Espinheiro é um antigo mosteiro da Ordem de São Jerónimo que se localiza nos arredores do bairro dos Canaviais, a quatro quilómetros do Centro Histórico da cidade de Évora, no Distrito de Évora, em Portugal. A construção do convento remonta ao século XV, tendo sido requalificado em nossos dias como hotel de luxo.
A Igreja de Nossa Senhora do Espinheiro e a capela de Nossa Senhora do Espinheiro estão classificadas como Monumento nacional, respectivamente desde 1910 e 1922. Está classificado como Património Mundial da Humanidade pela UNESCO.[carece de fontes?]

## História
De acordo com a lenda que envolve a fundação do mosteiro, Nossa Senhora terá aparecido sobre um espinheiro em chamas a um pastor. Por volta de 1412 foi construída uma ermida nesse local.
Em 1458, dada a importância do local como destino de peregrinações, foi fundada uma igreja e posteriormente um mosteiro, que recebeu as atenções de diversos soberanos ao longo de sua história.
Quando da expedição de Afonso V de Portugal a Arzila (1471) este soberano formulou uma promessa à Senhora do Espinheiro para que ajudasse as armas portuguesas naquela campanha. Caso saíssem vitoriosas, oferecer-lhe-ia uma estátua de prata, em que estaria representado a cavalo e vestido com uma armadura branca. Conquistada a praça, o soberano cumpriu o voto.
Com o falecimento de D. Afonso V, o seu filho e herdeiro, João II de Portugal, fez reunir, nas dependências deste convento as Cortes de Évora de 1481.
Posteriormente, tendo herdado de seu pai a devoção pela Senhora do Espinheiro, quando estava com a Corte em Évora, ia com frequência ao convento, chegando a pernoitar na hospedaria que mandou erguer junto à igreja, e onde tinha para si uma tribuna.
Afirma-se que, quando aí pernoitava, solicitava ao sacristão que lhe levasse um pequeno cofre com cilícios e livros espirituais, do qual só ele possuía a chave. Fechava-se então na igreja, passando a noite em vigília diante da Senhora, penitenciando-se.
Numa noite de calor, enquanto o monarca se entregava a essa prática, o sacristão terá subido a um dos terraços para tomar um pouco de fresco, quando ouviu vozes no claustro. Surpreso, prestou atenção a elas, inteirando-se de uma conspiração para atentar contra a vida do rei, a quem, no dia seguinte, relatou o sucedido. De acordo com a narrativa do padre António Franco, a conspiração era liderada por D. Fernando de Meneses, tendo como cúmplices D. Fernando da Silveira, Álvaro de Ataíde, Guterres Coutinho, Pedro de Ataíde, Pedro de Albuquerque e D. Garcia de Meneses,
Entre março e junho de 1490, reuniram-se novas Cortes em Évora, visando organizar o casamento do príncipe D. Afonso com a princesa D. Isabel, filha dos Reis Católicos, que teve lugar em novembro desse mesmo ano, nessa cidade, tendo o convento do Espinheiro hospedado a princesa na ocasião.
O ano de 1490, marca portanto a presença da princesa D. Isabel na hospedaria real do mosteiro, nos dias que antecederam o seu casamento com D. Afonso em Évora.
Manuel I de Portugal também foi presença marcante no Espinheiro, tendo-lhe feito valiosas ofertas. Ainda de acordo com o padre Manuel Franco, foi neste convento que o soberano recebeu a notícia da descoberta do caminho marítimo para a Índia por Vasco da Gama, o que não se pode ter como certo. De qualquer modo, princesa D. Maria, sua filha, esteve aqui sepultada, o mesmo ocorrendo com a Infanta D. Beatriz e o príncipe D. Manuel, filhos de João III de Portugal e de D. Catarina de Áustria. Os restos mortais destes últimos foram trasladados para o Mosteiro de Belém em 1582, por ordem de Filipe II de Espanha.
Sebastião de Portugal também visitava o Espinheiro, tendo mandado erguer uma pequena ermida junto da capela-mor, onde se recolhia em oração. O monarca apreciava tanto o convento que mandou erguer ali uma praça de touros, onde se faziam corridas, indo o próprio monarca algumas vezes tourear. A estas festas nunca deixavam de assistir os frades e muitas vezes o Cardeal-Arcebispo D. Henrique, por especial convite. A capela de Garcia de Resende, que se encontra na cerca, era rodeada por um belo jardim que se prolongava até à pequena capela de São Jerónimo; também ali se confessava D. Sebastião frequentemente.
O primeiro arcebispo de Évora – o Cardeal D. Henrique, celebrou a sua Missa Nova no convento e ofereceu os preciosos paramentos, que nesse dia solene usou, a Nossa Senhora.
A Duquesa de Borgonha, D. Isabel, que apesar de viver na Flandres, para onde partiu em 1429 e onde faleceu em 1472, remeteu por diversas vezes esmolas ao Convento, que rezava em sua intenção uma missa todos os anos em acção de graças.
Filipe II de Espanha, ao tornar-se rei de Portugal, foi este o primeiro convento da Ordem de São Jerónimo que visitou no país, e onde se hospedou.
Em 1663 D. João de Áustria tendo desistido de tomar Estremoz, depois de ter perdido a Batalha do Ameixial, dirigiu-se para Évora, escolhendo para seu quartel-general, o Convento de Nossa Senhora do Espinheiro.
João V de Portugal visitou este convento numa sexta-feira de 1729, tendo ouvido missa; e no dia seguinte também aí se deslocou a rainha D. Maria Ana de Áustria.
Aqui foi sepultado D. Vasco Perdigão, bispo da diocese de Évora, fundador dos conventos de Santa Clara e Nossa Senhora do Espinheiro, que não querendo receber neste último o título de padroeiro, foi sepultado fora da capela-mor, deixando o padroado a quem oferecesse grandes rendas ao mosteiro. Encontram-se ainda aqui os restos mortais dos condes de Basto, D. Diogo de Castro e sua esposa D. Maria de Távora, D. Lourenço Pires de Castro e D. Violante de Lencastre, entre outras personalidades.
Dentre todos estes nomes ilustres destaca-se a sepultura do cronista Garcia de Resende, que mandou construir uma bela capela na cerca, dedicada a Santa Maria de Agosto. A capela está profanada desde o século XVIII, chegando mesmo nessa altura a ser transformada pelos frades em pocilga de porcos. A pedra tumular de Garcia de Resende, e em que já se pode observar o alvorecer da Renascença, foi em tempos vendida por 4$800 réis para servir de mesa de cozinha. Alguns anos mais tarde voltou ao seu antigo lugar. Os ossos do cronista foram recolhidos em 1865 pelo professor de latim do Liceu de Évora, Manuel Martiniano Marrecos, e depositados na Biblioteca Pública de Évora onde, entretanto, vieram a perder-se.
Com a extinção das ordens religiosas masculinas (1834), o convento foi desocupado, passando à posse do Estado Português, até ser vendido a particulares por quantia insignificante. Nesse período, o conjunto entrou em decadência, até que foi adquirido por Manuel Gabriel Lopes, que o fez restaurar na sua quase totalidade, tornando-o outra vez habitável. A capela de Garcia de Resende também passou a ser suportada por personalidades locais que ali celebravam festas religiosas.
Como parte do processo da extinção das ordens religiosas, preconizou-se a transferência das alfaias em metais preciosos para a Casa da Moeda, incluindo o porta-paz e outras peças do antigo Convento do Espinheiro. Em 1867 o porta-paz foi integrado no acervo da Academia Real de Belas-Artes de Lisboa, que foi uma das antecessoras do Museu Nacional de Arte Antiga.
Atualmente requalificado como um hotel de cinco estrelas, o conjunto mantém a mesma traça arquitetónica. A antiga adega deu lugar a um restaurante "gourmet"", a cozinha dos monges foi transformada em piano-bar e a cisterna gótica adaptada a espaço para provas de vinhos e produtos regionais.

## Ermida na antiga cerca monástica
No século XVI Garcia de Resende fez uma ermida na cerca do mosteiro de Nossa Senhora do Espinheiro, tendo ficado escrito no contrato que fez com os religiosos jeronimitas que nela se poderia sepultar.
Garcia de Resende fazia parte da Corte portuguesa, tendo iniciado as suas funções como 'moço de câmara' de D. João II, deixando disso testemunho escrito em forma de crónica.
Mais tarde, em 1514 acompanhou até Itália, a famosa Embaixada de D. Manuel ao papa.
É de Garcia de Resende a pequena ermidinha branca, que com a sua delicada escala estabelece um interessante diálogo com o velho mosteiro.

## Capela mandada edificar por D. Sebastião, no exterior da igreja
Ainda existe a interessante capelinha mandada edificar pelo jovem rei D. Sebastião, no lado exterior da igreja.
De pequenas dimensões, coberta por cúpula com óculo a céu aberto à maneira do Panteão de Roma, a capela do jovem rei ainda está de pé.
Tratando-se de uma raridade arquitectónica e histórica, seria de a consolidar, de modo a preservar este importante património eborense.

## Porta-Paz
Uma das peças de maior interesse no acervo do antigo convento era o Porta-Paz, no estilo manuelino, destacando-se por ter sido fabricado totalmente em prata, devido às suas dimensões superiores em relação às alfaias da mesma tipologia no país, e pela qualidade da sua escultura. Com efeito, em 1914 foi considerado pelo investigador Joaquim de Vasconcelos como «uma das peças mais originaes da ourivesaria nacional e de lavor mais perfeito». É um dos poucos exemplares sobreviventes de um porta-paz em território nacional, um tipo de peça litúrgica que era utilizado apenas em celebrações específicas, o que explica a sua raridade. Apresenta uma composição muito complexa, tendo no centro uma efígie de Nossa Senhora com o Menino sobre um espinheiro, em alusão ao milagre que deu origem ao convento, rodeados por anjos e outras figuras, sendo o conjunto encimado por uma imagem de Jesus Cristo.